# یواس‌اس دی‌اسپایت (ای‌ام-۸۹)
یواس‌اس دی‌اسپایت (ای‌ام-۸۹) (به انگلیسی: USS Despite (AM-89)) یک کشتی بود که طول آن ۱۷۳ فوت ۸ اینچ (۵۲٫۹۳ متر) بود. این کشتی در سال ۱۹۴۲ ساخته شد.